# La Planella
La Planella és una urbanització del municipi de Puigpelat, Alt Camp. L'any 2005 no tenia cap habitant censat.
Es troba agregat a l'est del nucli urbà de Puigpelat, a uns 260 m d'altitud. Rep el seu nom del turó de la Planella, sobre el qual està situada.